# 约翰·舒尔曼
约翰·舒尔曼（英語：John Schulman，1987/1988年—）是美国人工智能研究员，也是OpenAI的共同创始人。他于2024年8月宣布加入Anthropic，后于2025年2月宣布离职并加入“思维机器实验室”担任首席科学家。

## 个人生活及职业生涯
舒尔曼从小就对科学和数学感兴趣。他喜欢科幻小说，尤其是艾萨克·阿西莫夫的作品。他在八年级时迷上了电视节目《机器人大战》，节目内容是机器人对战。他称那是首次自主学习，为设计更优秀的机器人而广泛涉猎相关领域，但他和朋友们着手的机器人最终未能成型。他就读于大頸南高中，2005年入选美国物理奥林匹克队。他于2010年从加州理工学院毕业，获得物理学学位。此外他还拥有加州大学伯克利分校电气工程和计算机科学博士学位，师从彼得·阿比尔。
在2015年12月获得博士学位前不久，舒尔曼与萨姆·奥尔特曼、埃隆·马斯克、伊尔亚·苏茨克维、格雷格·布羅克曼、特雷弗·布莱克韦尔、维姬·钟、安德烈·卡帕斯、杜尔克·金马、帕梅拉·瓦加塔和沃伊切赫·萨伦巴共同创立了OpenAI，其中萨姆·奥尔特曼和埃隆·马斯克担任共同主席。他在那里领导了创建ChatGPT的强化学习团队，被称为ChatGPT的“架构师”。2024年8月，舒尔曼宣布将加入Anthropic。他表示此举是为了让自己能够更加深入地关注人工智能领域，并重返更多实际的技术工作。他于2025年2月宣布离职加入“思维机器实验室”，担任首席科学家。2025年，舒尔曼荣获马克·宾厄姆青年校友杰出成就奖。